# Carl Ehrensvärd
Carl Ehrensvärd, född 29 januari 1713, död 25 januari 1770 i Stockholm, var en svensk militär. Han var son till Johan Jacob Ehrensvärd samt far till Gustaf Johan, Carl August och Carl Fredrik Ehrensvärd

## Biografi
Carl Ehrensvärd blev kvartermästare vid Hessiska livregementet till häst, blev adjutant där 1731 och kornett 1732. Han deltog med regementet i polska tronföljdskriget där han på kejsarens sida stred mot Frankrike längs Rhen och Mosel. Han erhöll avsked ur sin hessiska tjänst 1739. Redan 1736 återvände han dock till Sverige där han först blev styckjunkare och senare samma år underlöjtnant vid svenska artilleriet. År 1739 följde Ehrensvärd Carl Cronstedt till Finland. Han befordrades 1740 till löjtnant och tjänstgjorde under hattarnas ryska krig som överadjutant åt Charles Emil Lewenhaupt den äldre 1741-1742. Ehrensvärd befordrades 1741 till kapten och blev 1743 kompanichef. År 1747 blev han major och kommendant på Vaxholms fästning och befordrades 1753 till överstelöjtnant och tillförordnad generalfälttygmästare 1759. Efter ett riksdagsbeslut övertog han chefskapet över artilleriregementet efter sin bror Augustin Ehrensvärd. Han upphöjdes 1764 i friherrligt stånd och befordrades 1769 till generalmajor. Ehrensvärd blev 1748 riddare av Svärdsorden och var från 1769 ordförande i arméns pensionskassas styrelse.

### Familj
Ehrensvärd gifte sig första gången 5 juli 1743 i Stockholm med friherrinnan Margareta Gyllengranat (1719–1762), dotter till generalmajoren friherre Gustaf Gyllengranat och Maria Zimmerman. De fick tillsammans barnen Anna Maria Ehrensvärd (1744–1814) som var gift med majoren Gustaf Fredrik Palmfelt, direktören Gustaf Johan Ehrensvärd (1746–1783), Margareta Charlotta Ehrensvärd (1747–1808) som var gift med kammarherren Carl Uggla, generalmajoren Carl August Ehrensvärd (1749–1805) i Svenska armén, statsfrun Catharina Vilhelmina Ehrensvärd (1754–1798) som var gift med hovmarskalken Sten Abraham Piper, översten Johan August Ehrensvärd (1755–1802) i Svenska armén, kaptenen Jakob August Ehrensvärd vid arméns flotta och Fredrik Ehrensvärd (född 1762).
Ehrensvärd gifte sig andra gången 2 september 1764 på Uttersberg i Skinnskattebergs socken med grevinnan Anna Antoinetta Gyllenborg (1730–1789), dotter till presidenten greve Fredrik Gyllenborg och friherrinnan Elisabeth Stierncrona. De fick tillsammans barnen Carl Fredrik Ehrensvärd (1767–1815) och Anna Elisabet Ehrensvärd (1768–1794) som var gift med hovmarskalken friherre  Gustaf von Paykull.